# ピョートル・アダムチク
ピョートル・アダムチク（Piotr Adamczyk; ポーランド語: [ˈpjɔtr aˈdamt͡ʂɨk]、1972年3月21日 - ）はポーランドの俳優。

## 略歴
1972年3月21日にワルシャワで生まれる。ワルシャワの国立演劇学校の2年生の時に奨学金でロンドンに留学、その際に『ハムレット』の主人公ハムレット役で舞台に立つなどし、帰国後、1995年に演劇学校を卒業する。

## 私生活
2012年1月にモデルのケイト・ロズと結婚していたことが明らかになり、世間を驚かせたが、夫婦関係は1年も続かなかった。
2016年末にはモデルで女優のカロリーナ・シムチャクと交際を始め、2019年6月末に密かに結婚式を挙げていたとの報道がなされた。

## 主な出演作品
- ショパン 愛と哀しみの旋律 Chopin. Pragnienie milosci (2002) - フレデリック・ショパン
- カロル 〜ローマ法王への歩み〜 Karol, un uomo diventato Papa (2005) - カロル・ヴォイティワ（ヨハネ・パウロ2世） ※テレビ映画
- TRICK トリック Trick (2010) - マレク・コヴァレフスキ ※日本劇場未公開
- 巻き込まれて Uwikłanie (2011) - アントニ・シャツキ ※日本劇場未公開
- 神聖ローマ、運命の日 〜オスマン帝国の進撃〜 11 settembre 1683 (2012) - 神聖ローマ皇帝レオポルト1世
- バトル・オブ・ヒーロー Tajemnica Westerplatte (2013) - ミェチスワフ・スワビー（ポーランド語版） ※日本劇場未公開
- ワルシャワ蜂起 Powstanie Warszawskie (2014) - カロル（兄） ※ポーランド映画祭2015にて上映[4]
- アート・オブ・ラビング Sztuka kochania. Historia Michaliny Wislockiej (2017) - スタニスワフ・ヴィスウォツキ ※ポーランド映画祭2017にて上映[5]
- スクワッド303 ナチス撃墜大作戦 Dywizjon 303 (2018) - ヴィトルト・ウルバノヴィチ ※日本劇場未公開、WOWOW放映[6]
- マダム・セクレタリー Madam Secretary (2018-2019) - ヨゼフ・デムコ大統領 ※テレビシリーズ、シーズン5
- フォー・オール・マンカインド For All Mankind (2021-2022) - セルゲイ・ニクロフ　※Apple TV+オリジナルテレビシリーズ、シーズン2および3
- Wの殺人 〜マグダは名探偵〜 W jak morderstwo (2021) - ロベルト・マズール
- スモールワールド Small World (2021) - ロベルト・ゴック
- ホークアイ Hawkeye (2021) - トマス・デルガード ※テレビシリーズ
- 天空の旅人 Night Sky (2022) - Amazon Prime Video オリジナルテレビドラマシリーズ